# 小田啓義
小田 啓義（おだ ひろよし、1939年12月23日 - ）は、キーボーディスト、作曲家、編曲家、音楽プロデューサー、ジャッキー吉川とブルー・コメッツのメンバーでオルガン・ピアノ担当。学校法人玉川学園農学部中退。日本音楽家著作協会会員、日本作曲家協会コンサート委員。父親は、映画監督の小田基義。

## 経歴・人物
小学校の時からクラシックピアノ、高校の時からジャズピアノを勉強する。
1961年、当時のブルー・コメッツのマネージャーにスカウトされ、鹿内孝のバックバンドとして米軍のキャンプなどで活躍する。その後田代久勝とウエスタンキャラバンに移籍するが、1964年にブルー・コメッツに復帰し、「甘いお話」、「白い恋人」、「すみれ色の涙」などの（主としてB面の）作曲なども手がける。その中で次々とヒット曲を生み出し、ブルー・コメッツの全盛期を築いた。1972年のバンド再編後も残り続け、1984年に脱退するまで活躍することとなる。また、この頃になるとバンド活動と並行してプロデューサーとしても活動し、コスミック・インベンションなどをプロデュースしている。
ブルー・コメッツ脱退後は個人活動をする中で、1985年、ダン池田に代わりビッグバンド「ニューブリード」を継承、「小田啓義とニューブリード」のバンドマスターとして第36回NHK紅白歌合戦を指揮した（しかし、翌1986年に同じブルー・コメッツのメンバーだった三原綱木にバンドマスターの座を継承した事で「三原綱木とザ・ニューブリード」となり現在に至る）。また、NHK文化センター・「趣味の作曲講座」の講師を担当し、活躍した。
現在も作曲や編曲といった活動をする一方、自身が主宰する「OH! MUSIC音楽教室」でボーカルレッスン講座、シンガーソングライター養成講座の個人指導を担当し、一青窈らのプロのボーカリストを育てる一方、細川佳代子や鳩山幸の内閣総理大臣夫人などの歌唱指導をしていることでも知られる。また、再結成したブルー・コメッツでも全国ツアーを展開するなど実力を発揮している。